# .hu
.hu는 헝가리의 인터넷 국가 코드 최상위 도메인이다. 등록은 공인 등록기관에서 가능하다.

## 서브도메인 할당 정책
다른 도메인들과 마찬가지로(요컨데, 캐나다의 .ca), 헝가리(.hu)의 서브도메인 할당 정책은 누구나 .hu의 간접 서브도메인을 등록하는 것을 허용하고 있다. (유럽 연합 시민일 경우에는 괜찮지만, 유럽 연합 시민(citizen)이 아닐 경우에는, 헝가리 안에 유효한 상표를 적어도 하나 등록해 놓고 있어야 한다.); 영국-스타일 할당도 허용하고 있다. (.gov.hu, .edu.hu, 및 .ac.hu..., .co.uk 및 .com.au처럼 말이다.)
라틴 문자 특수 문자인 á, é, í, ó, ö, ő, ú, ü, ű가 들어간 도메인 이름도 허용된다.